# 松平直益
松平 直益（まつだいら なおます）は、江戸時代後期の大名。越後国糸魚川藩の第5代藩主。官位は従五位下・兵部少輔、日向守、左衛門佐。

## 生涯
寛政元年（1789年）、第4代藩主・松平直紹の長男として誕生。文化3年（1806年）11月28日、父の隠居により後を継ぐ。文化4年（1807年）には馬場先門番、文化5年（1808年）には日光祭礼奉行、文化10年（1813年）には大坂加番に任じられるなど、要職を歴任した。しかしそのための出費が著しく、さらに文化7年（1810年）1月の江戸屋敷焼失や文化8年（1811年）3月の藩内大火災はそれに拍車をかけ、藩財政の大きく逼迫するに至った。また、文政2年（1819年）には御用金の過酷な徴収を行う黒川郡代に反対する黒川騒動が起こっている。
文政9年（1826年）9月14日、次男・直春に家督を譲って隠居した。天保4年（1833年）に死去した。享年45。

## 系譜
父母
- 松平直紹（父）
- 八重 ー 本多助盈の娘（母）

正室、継室
- 幹 ー 松平直泰の娘（正室）
- 高姫 ー 本多正温の娘（継室）

子女
- 松平直春（次男）生母は幹（正室）
- 称念寺某
- 江田某
- 松平益志
- 佐藤某室
- 田村某室のち船橋某室
- 曽根某室
- 河合方利室